# Psautier de Bosworth
Le psautier de Bosworth est un psautier enluminé réalisé en Angleterre vers la fin du Xe siècle. Il est conservé à la British Library de Londres sous la cote Add MS 37517.

## Description
Le psautier de Bosworth mesure 38 × 26 cm. Il comprend 139 folios de parchemin, plus une feuille de parchemin vierge au début et deux feuilles de papier vierge au début et à la fin. La majeure partie du texte (folios 4r à 95r), rédigée probablement entre 950 et 975, reprend le texte latin du psautier romain, ainsi que des cantiques et des hymnes. Le psautier de Bosworth est le plus ancien manuscrit connu à présenter le « nouvel hymnaire » (New Hymnal), un recueil d'hymnes développé en Angleterre à partir de la fin du IXe siècle et promu par les tenants de la réforme bénédictine anglaise.
Un calendrier et une litanie sont ajoutés au manuscrit vers l'an 1000, puis une série de gloses en vieil anglais sont insérées entre les lignes de 29 psaumes et 6 cantiques vers le début du XIe siècle. Du texte continue à être ajouté dans les marges au XIIe siècle, ainsi que le croquis du Christ qui figure au folio 128v.
Le texte des psaumes est rédigé à l'encre noire, avec des initiales de couleur verte, rouge ou bleue. Les psaumes 1, 51, 101 et 109 débutent par de grandes enluminures aux décorations à base d'entrelacs ou d'animaux. Le manuscrit s'inscrit dans le courant de l'enluminure anglo-saxonne tardive.

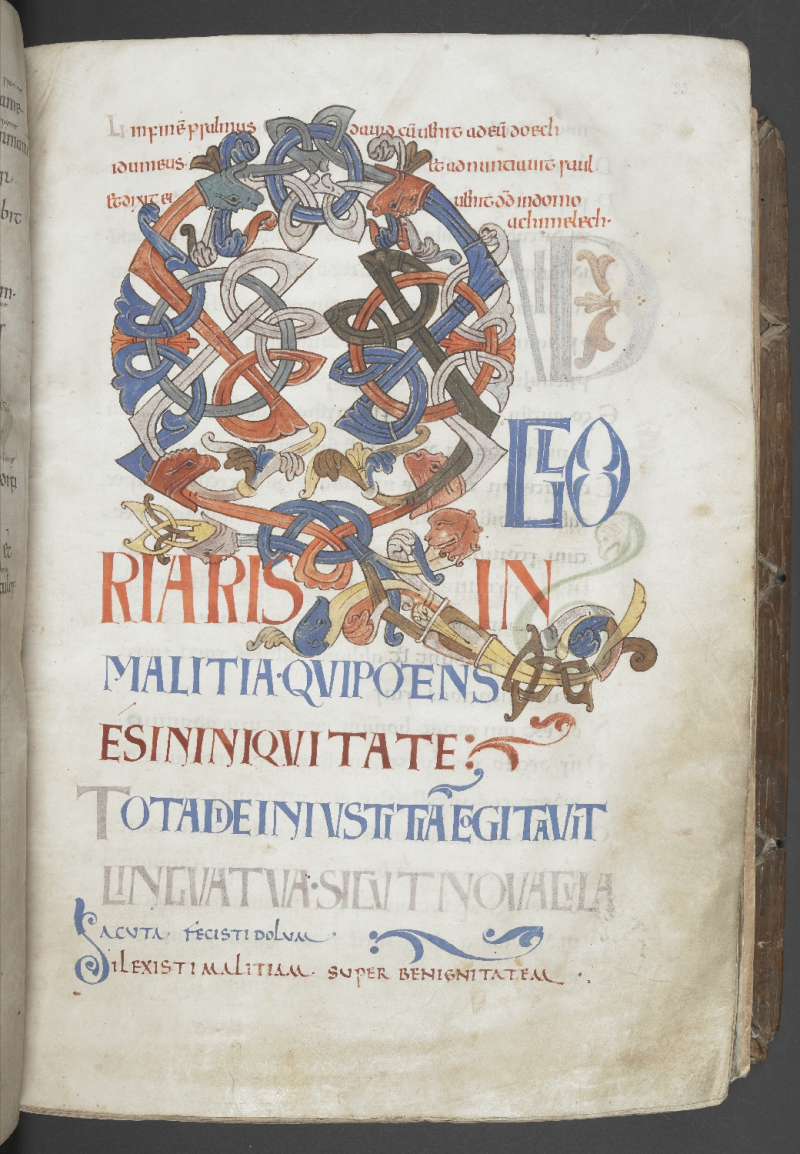
Début du psaume 51 (52), Quid Gloriaris, f.33r.
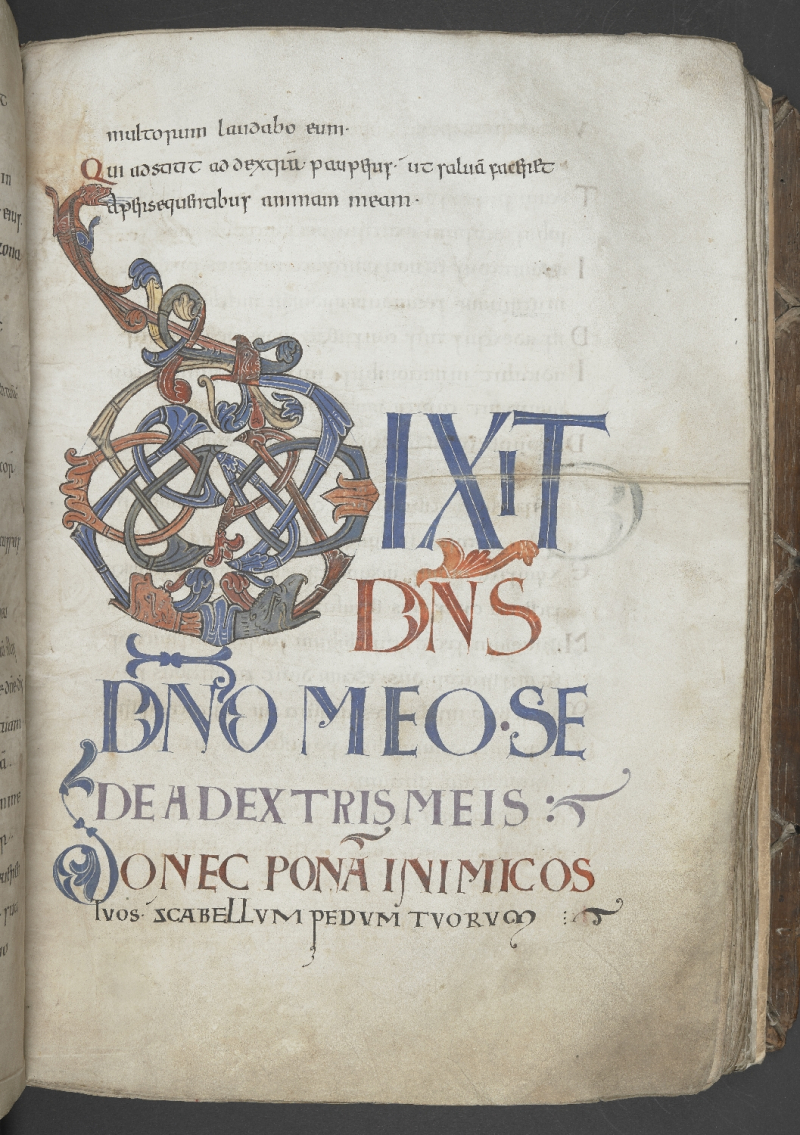
Début du psaume 109 (110), Dixit dominus, f.74r.
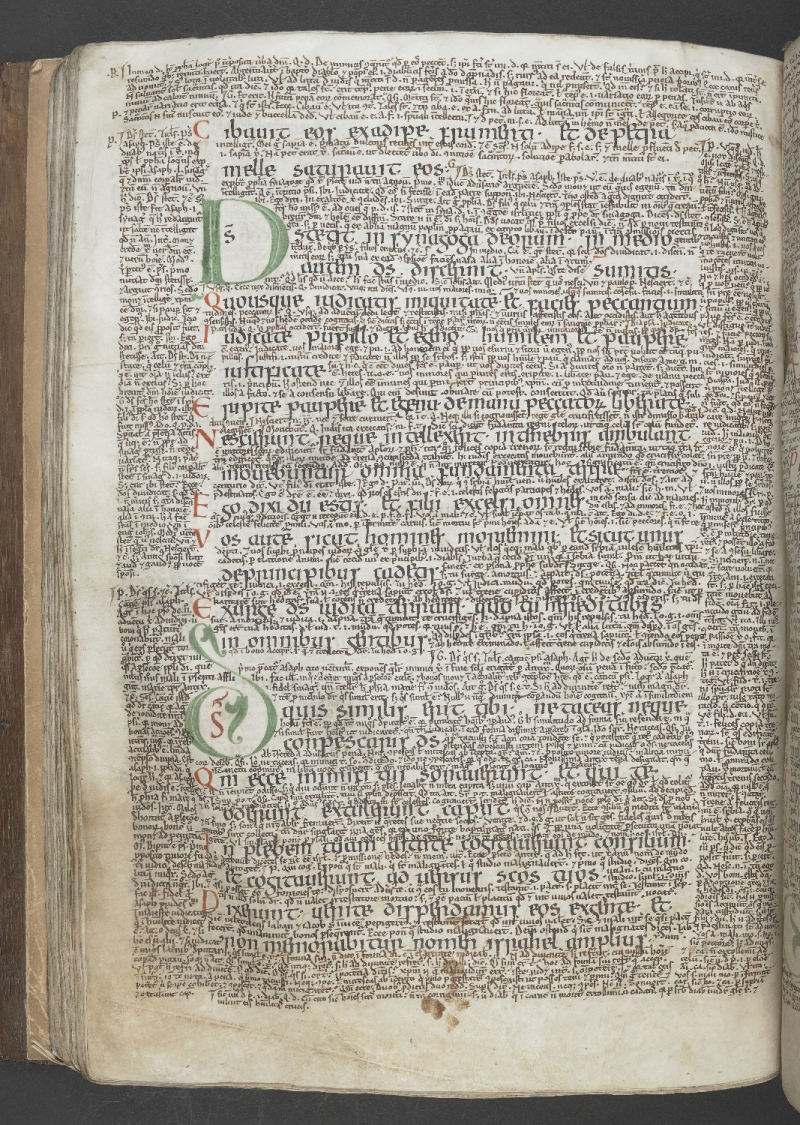
Page avec gloses insérées dans le texte, f.52v.

## Histoire
Le psautier de Bosworth, vraisemblablement produit à Cantorbéry ou à Westminster, est traditionnellement associé à Dunstan, archevêque de Cantorbéry de 959 à 988. Son style d'écriture rappelle celui d'autres textes produits dans des abbayes dirigées par Dunstan. Néanmoins, rien ne permet d'affirmer qu'il lui a effectivement appartenu.
Plusieurs des propriétaires du manuscrit ont laissé leur nom à l'intérieur. C'est le cas de l'archevêque Thomas Cranmer (1489-1556), du comte d'Arundel Henry Fitzalan (1512-1580) et du collectionneur John Lumley (vers 1533 – 1609), qui hérite de la collection de manuscrits du comte.
Le psautier doit son nom au manoir de Bosworth Hall (en), dans le Leicestershire, où il pourrait avoir été conservé au XVIIIe siècle. Ses derniers propriétaires privés sont Francis Fortescue de Bosworth Hall (mort en 1830), qui y appose son ex-libris, et son héritier Oswald Turville-Petre (1862-1941), qui vend le manuscrit au British Museum en 1907.